# Ligne de Saint-Nazaire au Croisic
La ligne de Saint-Nazaire au Croisic est une ligne de chemin de fer française à voie unique et écartement normal qui constitue un prolongement de l'importante radiale de Tours à Saint-Nazaire via Nantes. Elle permet, à partir de la gare de Saint-Nazaire, la desserte de la Côte d'Amour, secteur du littoral de l'Atlantique où se situe notamment la station balnéaire de La Baule et le port du Croisic.

## Histoire

### Chronologie
- 19 juin 1868 : déclaration d'utilité publique[1]
- 27 avril 1870 : adjudication de la concession[2]
- 11 mai 1879 : mise en service de Saint-Nazaire au Croisic[3]
- 1927 : modification du tracé entre Pornichet et La Baule[4]
- 1er octobre 1955 : mise en service de la nouvelle gare de Saint-Nazaire et de son tracé direct[4]
- 14 mai 1986 : électrification de la ligne[4]

### Origine
Le chemin de fer arrive en gare de Saint-Nazaire en 1857, lors de la mise en service de la ligne de Tours à Saint-Nazaire. Le Croisic comprend l'intérêt de ce nouveau moyen de transport pour ses productions que sont le sel de mer et les produits de la pêche. Au début des années 1860, la municipalité adresse une requête pour le prolongement de cette ligne.
Un avant projet pour un « chemin de fer de Saint-Nazaire au Croisic » donne lieu : le 31 août 1867 à une délibération du conseil général du département qui s'engage à fournir gratuitement, avec les communes intéressées, « tous les terrains nécessaires à la construction du chemin..., y compris ceux sur lesquels les gares et stations seront établies, etc. » et à une enquête dans le département dont le procès-verbal de la commission d'enquête est produit le 24 février 1868. Ces documents et d'autres permettent la déclaration d'utilité publique par le décret no 16283 du 19 juin 1868.
La ligne de Saint-Nazaire au Croisic est incluse dans une « loi relative à l'exécution de plusieurs chemins de fer », publiée le 18 juillet 1868, l'État y autorise le ministre de l'Agriculture, du Commerce et des Travaux publics à s'engager à allouer une subvention dont le montant maximum est de un million cinq cent mille francs. Le 22 décembre 1869, un décret autorise une adjudication de la concession de ce chemin de fer, par voie de publicité et de concurrence, le rabais possible porte sur la subvention maximum proposée ci-dessus. L'adjudication du 9 mars 1870 voit la soumission déposé par messieurs J. Cohen, Ém. Monteaux et le vicomte de Villermont être les moins disant avec un rabais de 25 000 francs. Ils deviennent définitivement concessionnaires par le décret du 27 avril 1870, qui précise qu'ils ne pourront émettre d'actions ni promesses d'actions négociables avant de s'être constitués en société anonyme. La concession est ensuite cédée à la société anonyme dénommée « Compagnie du chemin de fer de Saint-Nazaire au Croisic ».
Dès le mois de mai 1870, les ingénieurs de la nouvelle compagnie ont demandé l'autorisation de pénétrer sur les propriétés privées afin d'établir les études définitives. Mais ces études ont été ensuite retardées par le conflit avec l'Allemagne et ses conséquences, le projet du tracé définitif et des terrassements est transmis le 18 avril 1871 au Ministre. Conforme à l'avant-projet il est approuvé par une décision ministérielle du 29 juin 1871.
La ligne est rachetée par l'État selon les termes d'une convention signée le 26 avril 1877 entre le ministre des Travaux publics et la Compagnie du chemin de fer de Saint-Nazaire au Croisic, en difficulté. Cette convention est approuvée par une loi le 18 mai 1878. Sur les conseils de son agent de change Édouard Darlu, l'entrepreneur Jules-Joseph Hennecart, société Hennecart et Cie, rachète la Compagnie de Saint-Nazaire au Croisic qui est en faillite et reprend les travaux pour le compte de l'État.
Le 11 mai 1879, l'Administration des chemins de fer de l'État ouvre à l'exploitation cette ligne et son embranchement de La Baule-Escoublac à Guérande.
La ligne est cédée par l'État à la Compagnie du chemin de fer de Paris à Orléans par une convention signée entre le ministre des Travaux publics et la compagnie le 28 juin 1883. Cette convention est approuvée par une loi le 20 novembre suivant.

### Modifications de tracés
En 1927, de la gare de Pornichet à La Baule, le tracé qui longeait la côte est dévié sur 5 km pour favoriser et valoriser le foncier du front de mer. La gare de La Baule est supprimée et remplacée par celle de La Baule-Escoublac actuelle avec élévation d'un nouveau bâtiment-voyageurs toujours existant aujourd'hui. Une nouvelle halte est créée à La Baule-les-Pins. Le raccordement de l'antenne de Guérande est modifié et s'embranche alors sur la nouvelle gare de La Baule-Escoublac.
Le 1er octobre 1955, dans le cadre de la reconstruction de Saint-Nazaire, le tracé direct actuel de la ligne aux abords de la ville est mis en service. Ce tracé permet de desservir Saint-Nazaire grâce à la nouvelle gare placée sur ce tracé direct, et évite l'ancienne gare en cul-de-sac, qui nécessitait une manœuvre de rebroussement pour les convois venant de Nantes ou du Croisic et qui desservaient Saint-Nazaire. Auparavant, les trains qui ne desservaient pas Saint-Nazaire (principalement les trains de marchandises) utilisaient le raccordement de La Croix-de-Méan pour éviter ce rebroussement.
La ligne est cantonnée par téléphone jusqu'en 1951, où le block-manuel unifié de voie unique (BMVU) est installé sur l'ensemble de la ligne, avec quatre gares de croisement en voie directe type SNCF : Saint-André-des-Eaux, Pornichet, La Baule-Escoublac et Le Pouliguen.

### Modernisation pour le TGV
La ligne est électrifiée sur toute sa longueur le 14 mai 1986 en courant alternatif monophasé 25 kV 50 Hz, en préparation à l'arrivée du TGV Atlantique en 1989, en même temps que Nantes - Saint-Nazaire. Le changement de locomotive à Nantes (relais entre une locomotive diesel et une locomotive électrique) disparaît alors, ce qui fait gagner 15 minutes. À cette occasion, le block automatique à permissivité restreinte (BAPR) de régime de voie banalisée par circuits de voie remplace le BMVU et Saint-André-des-Eaux perd son évitement et sa desserte. En 1988, la voie est entièrement rénovée en longs rails soudés et les quais de tous les points d'arrêt des futurs TGV sont mis aux normes d'accès. La ligne n'a pas connu d'évolution significative depuis.

## Caractéristiques

### Tracé
La voie quitte la gare de Saint-Nazaire en direction du nord-ouest, elle pénètre dans la Brière après son passage sous la route départementale 213, effectue quelques larges courbes pour éviter les zones les plus humides et s'oriente vers le littoral en direction du sud-ouest avant de traverser la gare fermée de Saint-André-des-Eaux, au passage à niveau avec la route départementale 47 qui mène au bourg centre de cette commune. Toujours en direction de la côte, elle repasse sous la départementale 213 en quittant la Brière et le territoire de la commune de Saint-Nazaire.
Elle passe à niveau la route de Guérande et longe la route départementale 392 avant de s'orienter ouest pour rejoindre la gare de Pornichet. Arrivée à environ deux cents mètres du rivage, elle s'en éloigne pour rejoindre la gare de La Baule-les-Pins située entre les quartiers résidentiels et la forêt d'Escoublac, elle suit à distance la courbe de la plage de la Baule, dessert la gare de La Baule-Escoublac et franchit le pont, sur l'étier qui permet un lien entre les marais salants de Guérande et l'océan Atlantique, seul ouvrage d'art d'importance de la ligne qui permet à la voie de rejoindre la gare du Pouliguen. Après un passage rectiligne et la gare de Batz-sur-Mer elle engage une courbe sur la droite où la voie traverse les marais sur un remblai avant d'atteindre la gare du Croisic.

### Passages à niveau
La ligne comporte 30 passages à niveau, du PN 387 au PN 426.

### Signalisation et équipements
Le block automatique à permissivité restreinte (BAPR) de régime de voie banalisée par circuits de voie équipe la ligne. Les gares de Pornichet, de La Baule-Escoublac et du Pouliguen sont équipées d'une voie d'évitement permettant le croisement des trains. Cependant, ces gares ne sont pas télécommandées et nécessitent donc la présence d'un agent SNCF pour permettre les croisements. Elles peuvent ne pas être « tenues », c'est-à-dire qu'il peut ne pas y avoir d'agent, auquel cas, le croisement des trains n'est pas possible (il s'agit de gares dites « temporaires ») ; en revanche, le passage de trains avec ou sans arrêt reste possible grâce à l'automatisme du BAPR. Ce dernier étant cependant simplifié, les dispositions du régime de la voie unique s'appliquent lorsque le conducteur d'un train rencontre un avertissement ou un disque fermé précédant une gare. Chaque gare de croisement est la transition entre deux cantons de BAPR. L'inter-gare Saint-Nazaire - Pornichet est le seul à être divisé en deux cantons, dont la limite se trouve à proximité de l'ancienne gare de Saint-André-des-Eaux.
La vitesse limite de la ligne est de 90 km/h. Une restriction à 80 km/h existe dans la zone de Pornichet en raison de courbes.

## Trafic
Le tableau ci-dessous présente la fréquentation des trains TER Pays de la Loire sur la ligne depuis 1999.
| Année               | 1999    | 2000    | 2001    | 2002    | 2003    | 2004    | 2005    | 2006    | 2007    | 2008    | 2009    | 2010    | 2011    | 2012    | 2013    | 2014    |
| Nombre de voyageurs | 296 000 | 365 000 | 372 000 | 361 000 | 378 000 | 382 000 | 401 000 | 411 000 | 412 000 | 442 084 | 403 161 | 360 813 | 401 616 | 409 882 | 390 023 | 384 075 |
| Évolution           | /       | +23,3 % | +1,9 %  | -3,0 %  | +4,7 %  | +1,1 %  | +5,0 %  | +2,5 %  | +0,2 %  | +7,3 %  | -8,8 %  | -10,5 % | +11,3 % | +2,1 %  | -4,8 %  | -1,5 %  |

## Galerie de photographies

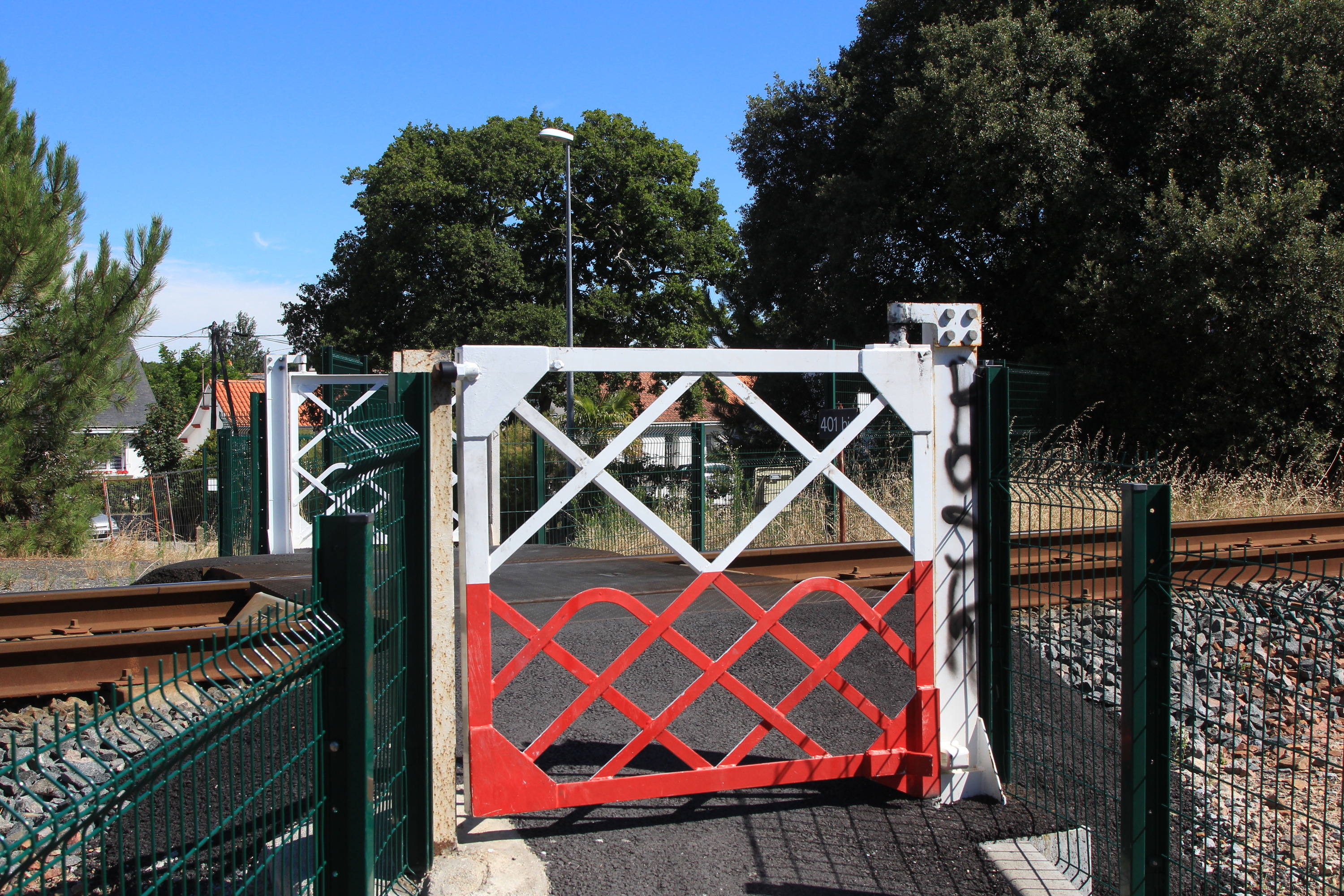
Une des nombreuses barrières de passage à niveau pour piétons de la ligne, à La Baule.
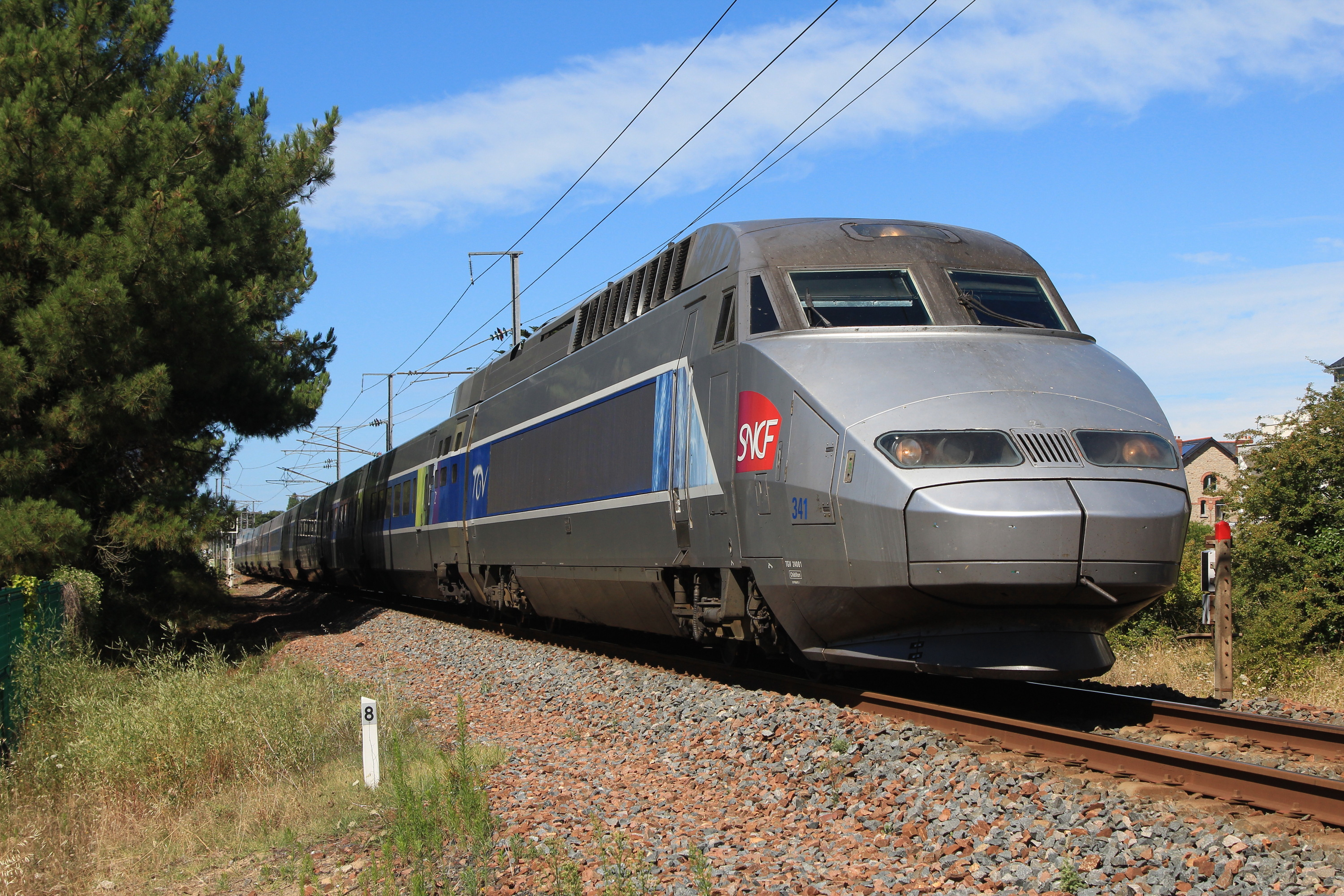
Rame TGV Atlantique à La Baule.
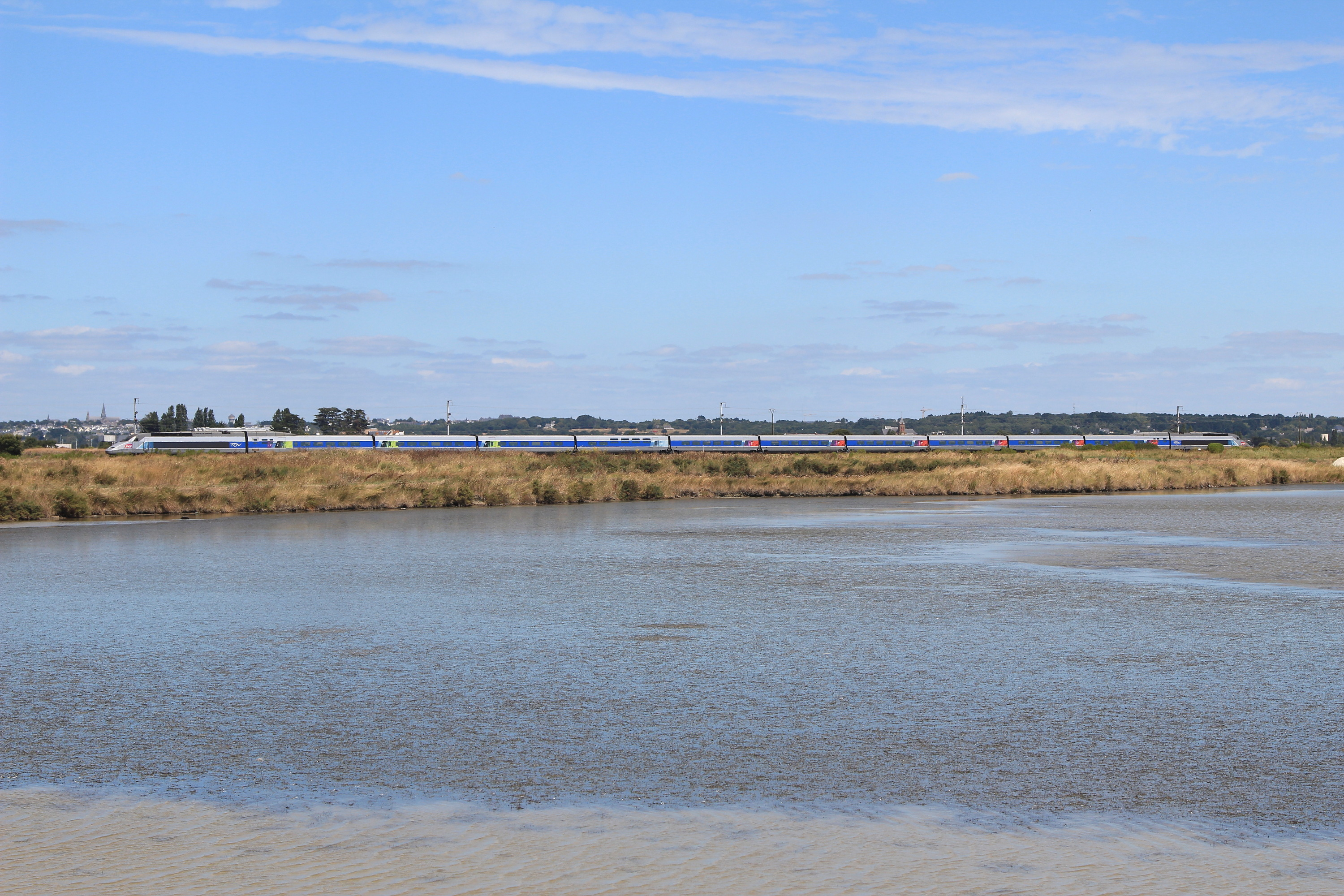
Rame TGV Atlantique dans les marais salants du Pouliguen.
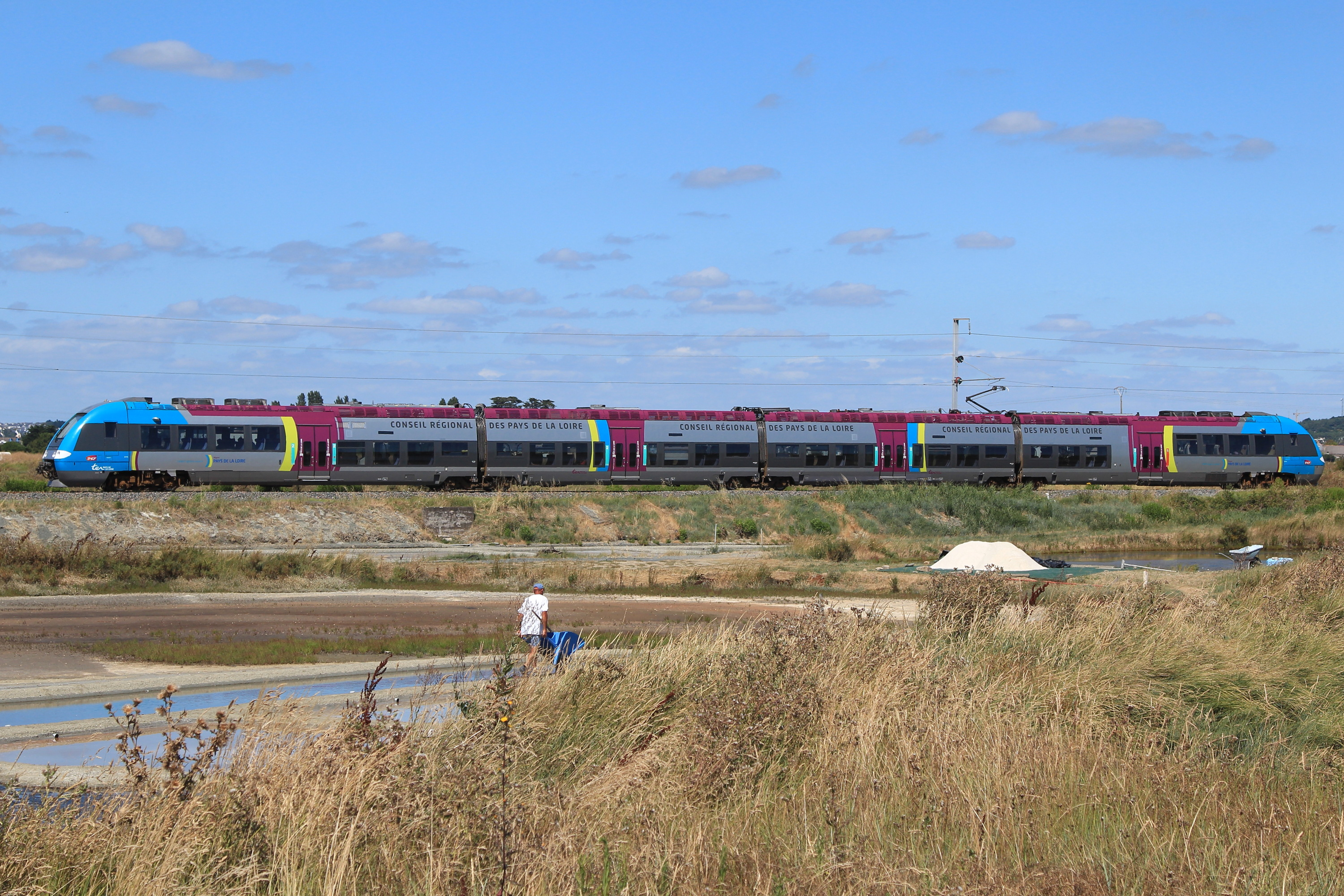
Rame ZGC des TER Pays de la Loire dans les marais salants du Pouliguen.